# Тимашев Тимурхан Анварович
Тимурхан Анварович Тимашев (нар. 16 липня 1969) — радянський, узбецький та російський футболіст, півзахисник та нападник.

## Життєпис
1990 року перебував у складі клубу «Янгієра». У сезоні 1991 року провів 45 матчів та відзначився 5-ма голами за турткульський «Турткулчи» у 9-й зоні другої нижчої ліги СРСР, після чого повернувся до «Янгієра», у складі якого з 1992 по 1993 рік зіграв 55 матчів та відзначився 2-ма голами у вищій лізі Узбекистану.
У 1994 році провів 20 поєдинків за ташкентський «Пахтакор», після чого перейшов у новотроїцьку «Носту», де потім виступав з 1995 по 1997 рік, відзначився загалом 5-ма голами у 102 поєдинках другої ліги Росії. З 1998 по 1999 рік знову виступав у чемпіонаті Узбекистану за «Насаф», у складі якого за цей час зіграв 38 матчів та забив 3 м'ячі.
Сезон 2001 року розпочав у клубі КФК «Нафтовик» з міста Бавли, а завершив у «Коломні», за яку провів 23 поєдинки та відзначився 1-м голом у турнірі російської другої ліги, де виступав й наступного року за ізобільненський «Спартак-Кавказтрансгаз» (16 матчів) та «Селенгу» з Улан-Уде (10 поєдинків).
З 2004 до 2006 року грав за зеленодольський «Позіс» у першості ЛФЛ. З квітня по червень 2008 року виступав за «Колос» зі станиці Павловської у чемпіонаті Краснодарського краю.